# Meriam (språk)
Meriamspråket (också Miriam, Meryam, Mer, Mir, Miriam-Mir, osv. och East Torres) talas av Meriamfolket på Merö (också Murrayö) i Torres sund i Queensland, Australien.